# Smeryngolaphria gurupi
Smeryngolaphria gurupi là một loài ruồi trong họ Asilidae. Smeryngolaphria gurupi được Artigas & Papavero & Pimentel miêu tả năm 1988. Loài này phân bố ở vùng Tân nhiệt đới.